# Birbas
Birbas (nep. बीरबास) – gaun wikas samiti w zachodniej części Nepalu w strefie Lumbini w dystrykcie Gulmi. Według nepalskiego spisu powszechnego z 2001 roku liczył on 956 gospodarstw domowych i 4925 mieszkańców (2788 kobiet i 2137 mężczyzn).